# Anell (joia)

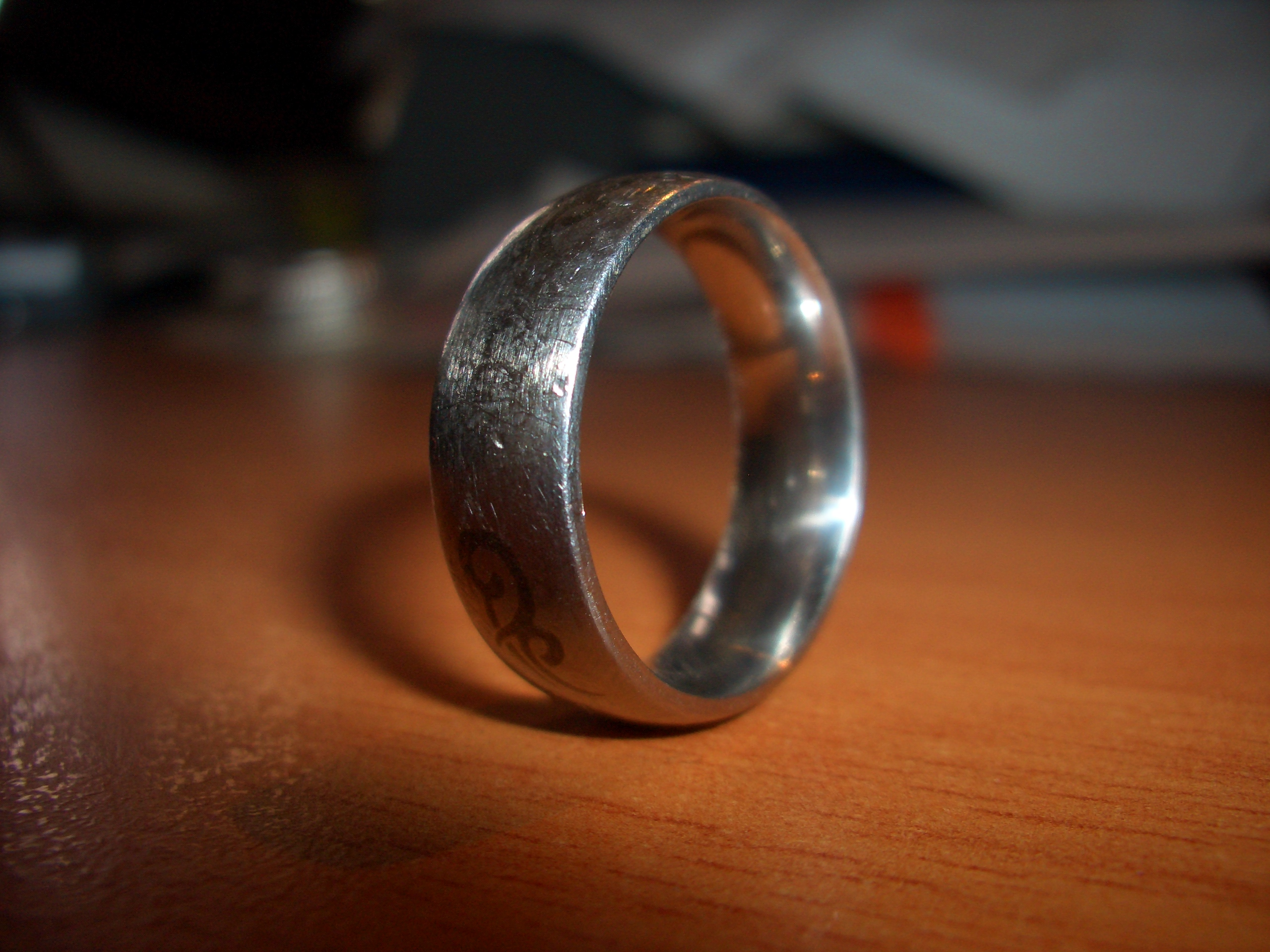
Un exemple d'anell.

Un anell és una joia en forma circular que es col·loca al voltant del dit. Pot ser també la forma d'una arracada i penjar-se de l'orella o del nas. En la cultura occidental dona nom a un dels dits de la mà, l'anul·lar (el quart començant pel polze). Si té un brillant encastat, s'anomena solitari. Sovint l'anell té un significat més enllà de l'ornamentació, com per exemple l'anell de noces, símbol de compromís al matrimoni. Els bisbes duen un anell adequat al seu càrrec, inclús el mateix Papa du l'“anell del pescador”. Moltes històries populars i de literatura fantàstica giren entorn d'un anell amb poders màgics. Exemples populars són les novel·les El senyor dels anells de J.R.R. Tolkien i la tetralogia de L'anell del nibelung de Richard Wagner. Els motius d'aquesta elecció semblen estar a la seva mida (fàcils de dur i amagar) i la seva forma de cercle.